# 血海歌剧团
血海歌劇團（朝鲜语：／），創建於1971年7月17日，以革命歌劇《血海》的創作和演出團隊為主體組建而成。該劇團是專門創作、演出歌劇的朝鮮國家級別的藝術團體，主要創作演出基地是位於平壤直轄市烏灘洞平壤大劇場。
該劇團主要演出朝鮮前最高領導人金日成和金正日指導創作的五大革命歌劇，著名歌劇有《血海》、《賣花姑娘》、《黨的好兒女》、《金剛山之歌》、《密林啊，請告訴我》等，根據曹雪芹著作改編的歌劇《紅樓夢》也是由該劇團創作。
該劇團曾赴多個國家演出，多位藝術家曾獲得朝鮮“人民藝術家”、“功勳藝術家”以及“人民演員”的榮譽稱號。